# Edwin Cornier
Edwin José Cornier Colón (Mayagüez, octubre de 2002) es un político, activista y surfista puertorriqueño quien actualmente funge como legislador municipal de Aguadilla, siendo el individuo electo más joven en Puerto Rico.

## Biografía
Edwin José Cornier Colón nació a principios de octubre de 2002 en Mayagüez, hijo de Harold Cornier Ríos, ingeniero, y una farmacéutica. Ha mencionado que desde niño, en especial a partir de las elecciones del 2012, estaba interesado en formar parte de la política y dado la respuesta gubernamental al Huracán María y las protestas en Puerto Rico de 2019 se inspiró en lanzar una candidatura bajo el Movimiento Victoria Ciudadana (MVC). Es un surfista y práctica surf de remo (standup paddleboarding), habiendo sido miembro del equipo nacional de Puerto Rico y participar en competencias internacionales. Adicionalmente es "junior pro" de la Flying Fish Board Co. Actualmente cursa un bachillerato con concentración en geología en la Universidad de Puerto Rico Recinto Universitario de Mayagüez, aunque también ha expresado terminar estudios en ciencias políticas. Su intención es en algún momento alcanzar la posición de alcalde de Aguadilla.
Con solo 17 años, Cornier Colón postuló su candidatura en diciembre del 2019 por el MVC y el siguiente mayo, ya habiéndose graduado, comenzó su campaña, visitando 1,000 hogares. Ha comentado que la "pandemia trabajó a su favor ya que fue lo que le permitió sacar el tiempo para hacer las caminatas y cumplir con sus estudios sin tener que viajar de Aguadilla a Mayagüez de lunes a viernes." Llevó una campaña principalmente auto-financiada, siendo todas las aportaciones de más de $50.00 provenientes de él o sus familiares cercanos y estas fueron la mayoría (68.14%) de los $1,111.70 de fondos recaudados.
En las elecciones generales de 2020 Cornier Colón, a la edad de 18 años y 33 días de edad y siendo el único candidato del MVC en Aguadilla, fue el recipiente de 1,639 votos, convirtiéndose en el legislador municipal más joven en Puerto Rico. Cornier Colón fue uno de los 25 legisladoras y legisladores municipales del MVC electos en noviembre de 2020. Durante un recuento en el municipio de Aguadilla, Cornier Colón, y por consiguiente el MVC, pudieron retener la victoria en la legislatura municipal. Su voto podría ser decisivo, ya que la legislatura municipal está compuesta de ocho miembros del Partido Nuevo Progresista (PNP) y siete del Partido Popular Democrático (PPD), aunque anteriormente se había reportado lo inverso, siete PNP y ocho PPD.
Cornier Colón ha mencionado que "[esta] dispuesto a sentar[se] a dialogar [sus] propuestas" con el fin de crear alianzas con los demás legisladores municipales y llevarlas a fruición. En el asunto de fiscalización especificó que "su estrategia se enfocará en hacer público el gasto del municipio." Otras áreas de interés para Cornier Colón lo son la "economía local, organización comunitaria y ecoturismo." Para revitalizar el área del casco urbano "impulsará que el ayuntamiento dé exenciones contributivas a comerciantes locales por los primeros $5,000 en ventas" siempre y cuando se establecieran el área. La propuesta del ecoturismo se inspiró en una visita que realizó a Costa Rica donde la industria devengaba un "ingreso cercano a $40 millones anuales." Adicionalmente, dado a los alegados apagones diarios en Aguadilla, pretende establecer una corporación municipal para robustecer el tendido eléctrico.